# Álvaro Domecq Díez
Álvaro Domecq Díez (Jerez de la Frontera; 1 de julio de 1917 - Medina Sidonia; 5 de octubre de 2005) fue un ganadero, rejoneador, empresario y político español. Creador de un encaste propio, su figura es clave dentro del mundo taurino, ya que revitalizó el arte del rejoneo después de la Guerra Civil. Fundador de la ganadería Torrestrella, fue además alcalde de Jerez entre 1952 y 1957, y presidente de la Diputación de Cádiz de 1957 a 1967.

## Biografía
Álvaro nació en una ilustre familia vinatera, hijo de Juan Pedro Domecq y Núñez de Villavicencio y María Díez y Gutiérrez. Sus abuelos paternos fueron Pedro Domecq Loustau, propietario de Domecq, y la aristócrata jerezana Carmen Núñez de Villavicencio y Olaguer Feliú, a quien el rey Alfonso XIII otorgó el título de marquesa de Domecq d'Usquain ya de viuda. Por parte de madre, era nieto del bodeguero Salvador Díez y Pérez de Muñoz y su mujer Carmen Guitérrez y O'Neale. 
Desde pequeño vivió el ambiente taurino en su casa y se aficionó a la equitación. Estudió con los jesuitas de Chamartín en Madrid, y continuó el bachillerato entre Burdeos (Francia) y Estremoz (Portugal).
Su padre, que había enviudado, adquirió en 1930 la ganadería del Duque de Veragua.
Comenzó a estudiar Derecho en las universidades de Granada y Sevilla, aunque la Guerra Civil interrumpió sus estudios. Posteriormente obtuvo el título de abogado, pero abandonó pronto el Derecho para dedicarse a los caballos y toros de la nueva ganadería de su padre, entre los que transcurrieron los años de su juventud. Además del rejoneo, crece en él la afición al toreo. En 1935 hizo su primer paseíllo en la plaza de Santander, en un espectáculo benéfico.
Cuando en 1937 fallece su padre, él se hace cargo de las bodegas de la familia. No abandona, sin embargo, lo que es la vocación de su vida, que le iba a dar fama como torero a caballo. 
En 1938 contrajo matrimonio con María Josefa Romero, descendiente de una familia de ricos labradores jerezanos, dedicados también a la cría de caballos. 
Los primeros años de su andadura en la tauromaquia fueron para lidiar reses en festivales, pero ya en 1943 comenzó a participar en festejos taurinos. En la temporada de 1944 abrió el paseíllo en 50 funciones en los principales cosos españoles, como Las Ventas. Aquella temporada obtuvo importantes triunfos, como en Santander, el 20 de agosto.
El 11 de octubre de 1945 recibió la Cruz de la Orden Civil de la Beneficencia como distinción por sus numerosas participaciones en festivales benéficos.
Álvaro siguió en activo como rejoneador durante las temporadas de 1948 y 1949, para retirarse en la de 1950. Pero su actividad como rejoneador tendría nuevas apariciones, como la del 1 de septiembre de 1960 en El Puerto de Santa María, para conceder una simbólica alternativa a su hijo Álvaro Domecq Romero, o el 11 de septiembre de 1988 en Ronda para dar la alternativa a su nieto Luis Domecq (su última actuación en público).
Después de su retirada, y sin abandonar el mundo taurino, dirigió su atención hacia la política. Fue alcalde de Jerez entre 1952 y 1957 y presidente de la Diputación de Cádiz de 1957 a 1967, además de procurador en Cortes.
A la muerte de su padre, Álvaro había vendido su parte de la ganadería familiar con la idea de crear una ganadería nueva. En 1957 compró el hierro de Salvador Suárez Ternero y reses a Curro Chica y posteriormente a Carlos Núñez. La ganadería, que al principio anunció como Valcargado, pasó a llamarse Torrestrella. Más adelante añadió algo de Jandilla, procedente de la ganadería que su hermano había legado a sus sobrinos. 
Con el paso del tiempo, los torrestrellas fueron toros con hechuras y comportamientos muy definidos, de forma que Torrestrella se convierte en un encaste personal. La creación de este hierro es la gran obra ganadera de Álvaro Domecq, cuyos conocimientos lo convirtieron en un encaste sobresaliente entre las mejores vacadas bravas de España y acreedor de numerosos premios en las ferias más importantes. De esta ganadería han surgido muchas otras que se formaron con su sangre. La figura del patriarca familiar fue decisiva para la afición de sus sobrinos Juan Pedro, Borja y Fernando, que en la actualidad son los propietarios de Juan Pedro Domecq, Jandilla y Zalduendo.
La finca familiar de Los Alburejos se convirtió en un centro de referencia para el toreo. Allí, Álvaro puso empeño en la mejora de la especie, y sacó adelante algunos experimentos pioneros en su momento, como la conservación de la simiente de los toros para utilizarla en la fecundación in vitro.
Falleció el 5 de octubre de 2005 en su finca de Los Alburejos, a los 88 años de edad. El Ayuntamiento de Jerez, del que era alcalde honorario y perpetuo, decretó tres días de luto oficial. Su hijo Álvaro Domecq Romero siguió la tradición y fue un excelente rejoneador desde su presentación en Ronda en 1959 hasta su despedida en Jerez el 12 de octubre de 1985. Sus nietos, hijos de su hija Fabiola, Luis y Antonio, también son rejoneadores.

### Otros datos
La casa de Álvaro Domecq fue centro de reuniones de personajes del toreo. Fue amigo personal de Manolete, se encontraba en Linares el 28 de agosto de 1947, fecha en la que el toro Islero de la ganadería de Miura lo hirió de muerte, y fue testigo de su agonía. La madre del torero le encargó repartir su fortuna.
Buen conocedor e investigador del toro bravo, es autor del libro El toro bravo. También escribió una autobiografía, Memorias, 80 años. Mi vereda a galope, y pronunció numerosas conferencias y pregones. 
Le fueron concedidas numerosas condecoraciones, incluyendo la gran cruz de la Beneficencia, la gran cruz de la Orden del Mérito Civil, la gran cruz de la Orden de Isabel la Católica o la encomienda de la Orden de Alfonso X el Sabio. En 2000 recibió un homenaje en la Universidad de Navarra.
Hombre de profunda fe, era miembro del Opus Dei. Donó una finca en Jerez de la Frontera para la construcción de una casa de retiros que recibió el nombre de Pozoalbero.
Sus hermanos Juan Pedro y Salvador también fueron ganaderos. El primero de ellos fue el que fundó la divisa de Juan Pedro Domecq. Es padre del rejoneador Álvaro Domecq Romero y abuelo de los rejoneadores Luis y Antonio Domecq.
Cuatro de sus nietas (hijas de Fabiola Domecq y Luis Fernando Domecq): María José (21 años), Valvanera (15 años), Esperanza (13 años), Patricia (11 años) murieron en un accidente automovilístico mientras se dirigían a la finca de su abuelo el 22 de marzo de 1991 (Viernes de Dolores).
Su mujer, María Josefa Romero Sánchez, falleció el 4 de agosto de 1999, a los 81 años. Tenían dos hijos, Álvaro y Fabiola

### Curiosidades
Su famosa yegua Espléndida le dio tardes de gloria y la familia Domecq la inmortalizó en la finca de Los Alburejos al dedicarle un patio con su nombre.